# Moskowskije Nowosti
Moskowskije Nowosti (russisch Московские новости, deutsch: Moskauer Nachrichten) war eine russische Wochenzeitung, die in russischer und – als Moscow News – in elf weiteren Sprachen (darunter englisch und deutsch) und zuletzt in 140 Staaten angeboten wurde (Stand: 1990). Sie fungierte zu verschiedenen Zeiten als Organ der Allunionsgesellschaft für kulturelle Auslandsbeziehungen, der Presseagentur Nowosti und der Union der Sowjetgesellschaft für die Freundschaft mit ausländischen Völkern. Seit 2008 erfolgt wieder eine Veröffentlichung in englischer und arabischer Sprache unter Führung der Nachrichtenagentur RIA Nowosti. Eine neue russische Ausgabe als Tageszeitung startete 2011 und endete in der Druckausgabe im Jahr 2014, während eine Online-Redaktion weiterhin tätig ist.

## Moskowskije Nowosti
Vor den Olympischen Sommerspielen 1980 in Moskau beschloss das Politbüro der Kommunistischen Partei der Sowjetunion (KPdSU), die Zeitung auch auf Russisch herausgeben zu lassen. Die Erstausgabe in russischer Sprache erschien am 6. Juli 1980 unter dem Chefredakteur Nikolai Jefimow. 1986 wurde Jegor Jakowlew Chefredakteur und die Moskowskije Nowosti ein wichtiges Forum für Michail Gorbatschows Politik der Glasnost. Die Zeit der Perestrojka bedeutete auch den wirtschaftlichen Höhepunkt der Zeitung. Durch ein neues Pressegesetz vom 1. August 1990 löste sich die Moskowskije Nowosti (MN) von der Presseagentur Nowosti und erklärte sich für selbständig. Während des Augustputsches in Moskau 1991 wurde die Zeitung für drei Tage verboten. Nachdem Jakowlew von Gorbatschow nach dem Putsch zum Chef des staatlichen Fernsehens und Rundfunks ernannt worden war, wurde auf dessen Empfehlung Ende August 1991 der Kommentator der Zeitung und früherer Dissident Len Karpinski (* 1929 † 14. Juni 1995) zum Chefredakteur ernannt. Ab Herbst 1991 kooperierte die Moskowskije Nowosti auch mit dem Meinungsforschungsinstitut WZIOM, das Umfragen zu politischen und sozialen Problemen durchführte.
Ab 1995 übernahm Wiktor Loschak bis 2003 die Chefredaktion und seitdem gingen die Auflagenzahlen zurück und es war fragwürdig, ob die Zeitung tatsächlich, wie behauptet, eine Auflage von 100.000 Exemplaren erreichte.
Im September 2003 übernahm die dem Ölmagnaten Michail Chodorkowski nahestehende Stiftung Offenes Russland die Zeitung. Chodorkowski wollte den Leserkreis von der Moskauer liberalen Intelligenz auf breitere Schichten ausdehnen und wohl auch den liberalen Oppositionsparteien Union rechter Kräfte und Jabloko eine Plattform im bevorstehenden Präsidentschaftswahlkampf bieten.
Die Zeitung wurde im Oktober 2003 kurz geschlossen, um im November in einem neuen Redaktionsgebäude und mit neuem Chefredakteur den Betrieb wieder aufzunehmen. Da Chodorkowski nur den Namen der Zeitung, nicht aber die Gebäude gekauft hatte, musste die Redaktion vom Puschkinplatz im Moskauer Zentrum an den Stadtrand übersiedeln. Neuer Chefredakteur wurde der durch seine kritische Haltung gegenüber Wladimir Putin bekannte Fernsehjournalist Jewgeni Kisseljow.
Mit Chodorkowskis Niedergang brachen auch für Moskowskije Nowosti neue Zeiten heran. Das Blatt wechselte rasch die Besitzer: Vom Menatep-Hauptaktionär Leonid Newslin wanderte es zu dem ukrainischen Medienmagnaten Wladimir Rabinowitsch. Im Oktober 2005 kaufte der Milliardär Arcadi Gaydamak die Zeitung; nach Medieninformationen soll er dafür 3 Millionen US-Dollar gezahlt haben. Unter Gaydamak und dem eingesetzten Chefredakteur Witali Tretjakow soll das Blatt, Gaydamaks eigenen Aussagen zufolge, eine regierungsfreundliche Linie verfolgen. Der Vorsitzende der Glasnost-Stiftung Alexej Simonow erklärte, der Unternehmer habe mit dem Erwerb der Zeitung eine „Loyalitätsshow“ gegenüber der Regierung veranstaltet, die durch seine Geschäftsinteressen motiviert sei. 2005 wurde eine Auflage von 63.700 Exemplaren erzielt.
Zum 1. Januar 2008 wurde das Erscheinen des Blattes unter der Führung von „Vereinte Media“ eingestellt. Als Grund für diesen Schritt wurden vom Generaldirektor der Verwaltungsgesellschaft, Daniil Kupssin, wirtschaftliche Gründe angegeben. Die Zeitung habe niemals Gewinn abgeworfen. Der stellvertretende Chefredakteur Alexei Titow erklärte jedoch, dass an einem Relaunch als städtisches Wochenblatt gearbeitet werde.
Die letzte Ausgabe Nr. 50/2007 erschien am 21. Dezember 2007.
Am 4. Oktober 2010 feierte die Moscow News zusammen mit der Nachrichtenagentur RIA Nowosti mit einer Gala im Warenhaus GUM auf dem Roten Platz in Moskau ihr 80-jähriges Bestehen.
Nach dreijähriger Ruhepause erschien die Moskowskije Nowosti Anfang 2011 unter Führung der Nachrichtenagentur RIA Nowosti und des Verlagshaus Wremja mit dessen Chefredakteur Wladimir Gurewitsch auf Basis der seit 2000 erscheinenden und 2010 eingestellten Zeitung Wremja nowostei als Tageszeitung wieder in russischer Sprache.
Bei der Eingliederung der Nachrichtenagentur RIA in Rossija Sewodnja wurde das Erscheinen der Papierausgabe im 2014 eingestellt. Eine Einstellung der Webseite wurde nicht angekündigt.

## Moscow News
Die erste Ausgabe der Zeitung erschien am 5. Oktober 1930 in englischer Sprache an dessen Gründung auch die US-amerikanische Journalistin und Autorin Anna Louise Strong beteiligt war. Sie war als sowjetische Propagandaschrift für Ausländer konzipiert, unter anderem für US-Amerikaner, die an Bauprojekten in der Sowjetunion beteiligt waren. 1949 wurden die Moscow News eingestellt und ihr Chefredakteur Michail Markowitsch Borodin wegen „Kosmopolitismus“ auf Betreiben des „Europäischen Antifaschistischen Komitees“ einem Gericht übergeben und später als „Feind der Sowjetunion“ in einem Gulag in Sibirien interniert, wo er 1952 verstarb. Nach dem Ende des Stalinismus wurde die Zeitung unter Parteichef Nikita Sergejewitsch Chruschtschow rehabilitiert und die Zeitung nahm 1955 ihren Betrieb wieder auf und publizierte in der Sowjetunion und ab 1992 in Russland bis Ende 2007. Den Markennamen „The Moscow News“ hatte 2007 die Nachrichtenagentur RIA Novosti erhalten.
Ab 2008 wurden die englischsprachige Ausgabe „The Moscow News“ unter dem Chefredakteur Robert Bridge wieder neu veröffentlicht, die seit Februar 2009 unter Führung des britischen Journalisten und Chefredakteurs Timm Wall steht.
Nach Angaben des Markt- und Meinungsforschungsinstituts TNS Gallup Media hat die englischsprachige Ausgabe „The Moscow News“ bei einer Auflage von 45.000 Exemplaren rund 79.500 Leser erreicht.
2010 haben die beiden Wochenausgaben nach Angaben der Zeitung folgende Auflagen: Dienstagsausgabe 37.000 Exemplare und Freitagsausgabe 39.000 Exemplare.

## Moskauer Nachrichten / Moskau News
Nach dem Zweiten Weltkrieg gab es vorübergehend Ausgaben in deutscher Sprache, die aber dann wieder eingestellt wurden.
Von April 1988 an erschien über fünf Jahre hinweg monatlich eine speziell bundesdeutsche Ausgabe, die sich hierin als neu, insgesamt reformorientiert und als „neuer Mieter im Haus Europa“ verstanden wissen wollte. Dennoch blieb sie den inneren Konflikten, insbesondere der Kaukasus-Region und den Kriegen um Berg-Karabach, verhaftet. Die Neuordnung Deutschlands wie überhaupt Europas nahm dagegen vergleichsweise wenig Raum ein.
Sie erschien, anfangs als „Deutsche“ dann „Deutschsprachige Ausgabe“ einer „Sowjetischen“, seit Beginn 1992 „Unabhängigen Zeitung aus Moskau“, und war als Kauf-, nicht als Abonnementzeitung, wie beispielsweise „Wostok“, zu einem Preis von zunächst 1,50 DM, zuletzt 3,00 DM. Möglich wurde die Publikation durch die Kooperation des Herausgebers „Moskowskije Nowosti/Moskau News“ mit einer Arbeitsgemeinschaft deutscher Presse- und Verlagshäuser: Gruner + Jahr, M. DuMont Schauberg (Kölner Stadt-Anzeiger), Heinen-Verlag, (Kölnische Rundschau) und der Bonner Zeitungsdruckerei und Verlagsanstalt (Bonner General-Anzeiger). Die führende Funktion lag beim Hause DuMont, Anzeigengeschäft bei Gruner + Jahr, Druck bei der Heinen-Verlagstochter „Kölnische Verlagsdruckerei GmbH“, Vertrieb beim „Deutschen Pressevertrieb, Buch-Hansa“ in Hamburg.

## Anba Moscu / Anbaa Moscou
1969 wurde mit „Anba Moscu“ erstmals eine arabische Ausgabe publiziert bis 1992 die Ausgabe eingestellt wurde. Die arabische Ausgabe „Anba Moscu“ mit einer Auflage von 150.000 Exemplaren wird seit November 2009 wieder publiziert und in 13 arabischen Staaten (u. a. in Palästina, im Irak, in Saudi-Arabien und in den Vereinigten Arabischen Emiraten) vertrieben. Seit Juni 2010 gibt es „Anba Moscu“ kostenlos auch in der britischen Hauptstadt London, dessen Auflage 10.000 umfasst.

## Weitere Ausgaben
Vorübergehend wurde besonders in den 1960er und 1980er Jahren auch in einer Reihe weiterer Sprachen publiziert: Französisch (Les Nouvelles de Moscou), Spanisch, Italienisch, Estnisch, Griechisch, Ungarisch, Finnisch und in Esperanto (Moskvaj Novaĵoj). Nach dem Ende der Sowjetunion 1992 wurden die internationalen Ausgaben bis auf die englischsprachige „Moscow News“ zunächst aufgegeben.